# Laophonte leuke
Laophonte leuke är en kräftdjursart. Laophonte leuke ingår i släktet Laophonte och familjen Laophontidae. Inga underarter finns listade i Catalogue of Life.